# Iazloveț, Buceaci
Iazloveț (în ucraineană Язловець) este localitatea de reședință a comunei Iazloveț din raionul Buceaci, regiunea Ternopil, Ucraina.

## Demografie
Componența lingvistică a localității Iazloveț
     Ucraineană (98,81%)
     Rusă (1,02%)
Conform recensământului din 2001, majoritatea populației localității Iazloveț era vorbitoare de ucraineană (98,81%), existând în minoritate și vorbitori de rusă (1,02%).